# Komotini
Komotiní (in greco Κομοτηνή?, Komotīnī́; in turco: Gümülcine; in bulgaro: Гюмюрджина, Gjumjurdžina) è un comune della Grecia, capoluogo della periferia della Macedonia Orientale e Tracia (unità periferica di Rodopi) con 61.501 abitanti secondo i dati del censimento 2001.
A seguito della riforma amministrativa detta Programma Callicrate in vigore dal gennaio 2011 che ha abolito le prefetture e accorpato numerosi comuni, la superficie del comune è ora di 645 km² e la popolazione è passata da 52.659 a 61.501 abitanti.

## Monumenti e luoghi d'interesse

### Architetture civili
- Torre dell'Orologio

### Architetture militari
- Resti delle mura bizantine

### Architetture religiose
- Moschea Vecchia
- Moschea Nuova
- Chiesa di San Gregorio l'Illuminatore

## Cultura

### Istruzione

#### Musei
- Museo archeologico di Komotini
- Museo ecclesiastico
- Museo municipale
- Museo del Folklore
- Museo militare
- Museo Costantino Caratheodory

## Infrastrutture e trasporti

### Strade
La principale via d'accesso a Komotini è l'autostrada A2 Egnatia che attraversa tutta la Grecia settentrionale, dal porto di Igoumenitsa alla frontiera turca. La città è servita da due svincoli autostradali (Komotini Est e Komotini Ovest). Dall'uscita di Komotini Est origina l'autostrada A23, che giunge sino alla frontiera con la Bulgaria.
Altra importante arteria che attraversa in senso ovest-est l'intero tessuto urbano di Komotini è la strada statale EO2 che, dalla frontiera con l'Albania, giunge sino a quella turca attraversando tutta la Grecia nord-orientale.

### Ferrovie
Komotini dispone di una stazione lungo la ferrovia Salonicco-Alessandropoli.

## Sport

### Calcio
La squadra principale della città è l'A.P.S. Panthrakikos.